# キアト駅
キアト駅（ギリシア語: Σιδηροδρομικός Σταθμός Κιάτου）は、ギリシャのコリンティア県 Σικυώναにあるギリシャ国鉄の駅。キアト（Κιάτο）の町から約1km西の高速道路脇に駅が設置されている。

## 路線
ギリシャ国鉄 プロアスティアコス（近郊鉄道）
- アテネ国際空港 – キアト 線

2014年夏ダイヤでは、アテネ国際空港行きが1日6本運行されている。
ギリシャ国鉄 代替バス路線
- キアト - パトラ 線

2010年12月に、キアトとパトラを結んでいた狭軌路線（メーターゲージ路線）が廃止されたため、代替措置としてバスが運行されている。